# Adolf Wall
Gustaf Adolf Wall, född 23 juni 1821 i Nyeds församling, Värmlands län, död 15 maj 1881 i Göteborgs domkyrkoförsamling, var en svensk bruksägare och politiker.
Adolf Wall var bruksägare i Värmland. Han var ledamot av andra kammaren 1873–1874, invald i Fryksdals domsagas nedre tingslags valkrets.